# Johannes Wolf (Politiker, 1885)
Johannes Wolf (* 5. Dezember 1885 in Maikammer; † 18. Juni 1961 in Königsbach an der Weinstraße) war ein deutscher Winzer und Politiker (BVP, später CDU).

## Leben
Nach dem Besuch der Volksschule und dem Abitur am Gymnasium in Neustadt an der Weinstraße absolvierte Wolf ein Studium der Volkswirtschaftslehre und Staatswissenschaften. Seine Promotion  erfolgte an der Universität Bonn. Ab 1911 war er Besitzer des Weingutes „Hildenbrandseck“ in Maikammer, das seine Frau mit in die Ehe brachte und das von ihnen in den folgenden Jahren bewirtschaftet wurde.
Neben seiner beruflichen Tätigkeit engagierte sich Wolf in landwirtschaftlichen Verbänden. Er war nach 1947 Präsident des Weinbauverbandes für die Rheinpfalz, Vorstandsmitglied des Deutschen Weinbauverbandes, Vizepräsident der Pfälzischen Bauern- und Winzerschaft und Vorstandsmitglied der Landwirtschaftskammer der Pfalz. Daneben fungierte er als Vorsitzender der Raiffeisenkasse in Maikammer.
Wolf war vor 1933 Mitglied der Bayerischen Volkspartei (BVP). Während der Zeit der Weimarer Republik war er Ratsherr in Maikammer und amtierte ehrenamtlich als Bürgermeister der Gemeinde. Von 1920 bis 1933 war er Vorsitzender des Bezirkstags Landau und von 1932 bis 1933 Mitglied des Kreistages der Pfalz.
Nach 1945 trat Wolf in die CDU ein. Bei den Landtagswahlen 1951 und 1955 wurde er jeweils als Abgeordneter in den Rheinland-Pfälzischen Landtag gewählt, dem er bis 1959 angehörte. Im Parlament war er von 1951 bis 1959 Mitglied des Weinbau- und Weinwirtschaftsausschusses und von 1951 bis 1955 Mitglied des Hauptausschusses, des Haushalts- und Finanzausschusses sowie des Wirtschafts- und Wiederaufbauausschusses.
Im Juli 1954 war er Mitglied der 2. Bundesversammlung zur Wahl des Bundespräsidenten.
Er war seit 1906 Mitglied der katholischen Studentenverbindung KDStV Hercynia Freiburg im Breisgau und schloss sich später noch der KDStV Bavaria Bonn an.